# (38715) 2000 QY120
2000 QY120 (asteroide 38715) é um asteroide da cintura principal. Possui uma excentricidade de 0.09591050 e uma inclinação de 5.15623º.
Este asteroide foi descoberto no dia 25 de agosto de 2000 por LINEAR em Socorro.